# Извор (община Босилеград)
Вижте пояснителната страница за други значения на Извор.
Извòр е село в Община Босилеград, Западните покрайнини, Сърбия.

## География
Село Извор се намира в разделената от българо-сръбската граница област Краище, на 4 километра североизточно от Босилеград и недалеч от границата с България. Разположено е в долина в подножието на панината Рудина. В центъра му се намира извор (Извòро), който е дал и името на селото.
Пръснато е на 8 главни махали (Село, Сушичка махала, Мутавджийници, Длъга (Дълга) Орница, Браньèвска, Колибска, Джорговска и Брèкинска), някои от които се разделят на подмахали. Някои от подмахалите днес са обезлюдени.

## История
В местността Кление (Кленье), в южната част на землището на селото, както и в местността Богатица, край днешната българо-сръбска граница са открити основи на сгради и гробници.

### В Османската империя
Под сегашното си име Извор се споменава за пръв път в османски данъчен регистър от 1576 година. През XIX век е едно от главните села в Краището и е център на едноименната нахия в Кюстендилска каза. За разлика от много от останалите села в района, през този период Извор не е господарско село и обработваемата земя принадлежи на местните жители. В 1864 година селото има 44 ханета (220 мъже), а в 1874 година – 87 ханета (268 мъже, от тях 3 цигани-християни).
През XIX век Извор е просветен център на българите в Краище. В 1833 година, при непостроената още изворска църква се открива училище, в което учителстват поп Георги Старио (една година), даскал Тривун от Кратово (седем години), Димитрия Стоянов от Ново село, Струмишко (1852 – 1865), местните свещеници поп Гено и поп Тодор.

### В България
След Освобождението на България в 1878 г. Извор влиза в границите на Княжество България. Съгласно Закона за административното делене на територията на Княжеството от 1882 г. Извор е център на едноименна околия. От 1889 година околийски център е Босилеград, а Извор остава средище на община. В 1901 г. Босилеградска околия е премахната, а съставляващите я общини са включени в Кюстендилска околия. Между 1880 и 1890 година в селото функционира и Мирово съдилище. В 1897 година Министерски съвет отпуска 2000 лева за строеж на нова уилищна сграда в селото. Тя е изградена през 1897 – 1903 година.
Жителите на Извор се включват в политическия живот на Княжество България. В Третото велико (1886 – 1887) и в V обикновено народно събрание (1887 – 1889) е избран Ангел Тодоров, адвокат от селото. За народен представител в XIII обикновено народно събрание (1903 – 1908) е избран Стаменко Д. Пашов от Извор, бивш кмет (1887 – 1890) и помощник-кмет (1900 – 1901) на Изворската община.
След 1901 година няколко изворски семейства се преселват в Козлодуй.

### В Сърбия
По силата на Ньойския договор от 1919 година селото е включено в пределите на Кралството на сърби, хървати и словенци. Значителна част от обработваемата земя на Извор остава в България, както и по-голямата част от гората на селото – около 3000 декара. В местността Славчèто, на пътя към селата Уши и Долно Кобиле е построен граничен пост. През този период жителите на селото са подложени на насилствена асимилация и на репресии. На 8 март 1928 година сръбските власти убиват местния жител Манол Илиев, други са подлагани на физическо малтретиране. Една част от жителите на Извор емигрира в България.
През 1941 – 1944 година Извор, както и останалите села в Западните покрайнини, отново е под българско управление. След 1944 година е в границите на Югославия и наследилата я след разпада ѝ Сърбия. В последните десетилетия са засилени процесите на изселване на местните жители – предимно във вътрешността на Сърбия.

## Население след 1878 г.
- 1880 – 545 души
- 1900 – 642 души
- 1910 – 703 души
- 1948 – 519 души
- 1953 – 527 души
- 1961 – 419 души
- 1971 – 345 души
- 1981 – 286 души
- 1991 – 163 души
- 2002 – 115 души
- 2011 – 61 души

### Етнически състав
Населението на Извор е почти напълно българско. Според данните от преброяването от 2002 година, етническият му състав е следният:
- 93,91% българи
- 4,34% сърби
- 0,86% югославяни

## Културни и природни забележителности

### Храм „Св. Троица“ и килийното училище
Храмът „Света Троица“, известна и като вилаетската църква, е построен през 1833 – 1835 година върху основите на предишна, вече съборена църква със същото име. Новият храм е украсен с икони, работа на майстора от Самоковската иконописна школа Димитър Зограф – син на Христо Димитров и по-голям брат, закрилник и учител на Захарий Зограф. През 1835 и 1854 г. той е изрисувал 58 икони от иконостаса, разпределени в царския, в апостолския и в празничния ред. Чудните образи на Св. Йоан Кръстител, на Св. Анастасий, на Св. Йоан Рилски-Чудотворец, на Св. Андрей Първозвани и др. са излезли изпод четката на зографа.
Изворската черква е построена след танзиматските реформи в Османската империя, когато било разрешено да се строят нови черкви, но само върху стари основи. На 21 юли 1833 султан Махмуд Хан ІІ издал ферман за построяване на изворската църква върху основите на стария разрушен храм. С много хитрости относно размера на основите, есента на 1833 тук изворци открили първото килийно училище, а през следващата година започнал истински строежът на изворската църква като централна, нахийска или, както я наричат тогава, „вилаетска“ черква с предназначение да служи на цялото Краище. Сградата е трикорабна с дървени колони между корабите, с нартекс с каменна аркада от запад и 6 стенна апсида на изток, подът е настлан с големи каменни плочи. Забележителни са особено внушителните ѝ за това време размери: 36 метра дължина, плюс апсидата още над 2 м, и ширина 19,5 метра или около 720 m² застроена площ, с наос висок при билото към 12 m, и купол извисяващ се на близо 20 м от земята до върха на кръста! Строежът продължил три години с волни пожертвувания и доброволен труд на местните селяни. Майстори-зидари били доведени от Дебър, а материал се донасял най-добър от някои запуснати вече църкви – камъни, каменните стълбове, гранитните первази, а и разни украшения, като барелеф на ламя, змия с гълъб и пр. Вътрешните стенописи, както споменават местни хора, били изографисани от майстори от Самоковската художествена школа. Камбаната и е отлята във водещия български камбанолеарен център в село Горно Броди, Сярско от майстор Георги Алексов. Константин Иречек пише за изворската църква: „Около 50 крачки дълга и 25 широка, разделена на три отделения, с дъсчен таван и каменен под. Във фасадата се намира отворен перистил, в който са изобразени митарствата, мъката в пъкъла за такива грехове, които краищенци могат може би само оттук да научат.“ 
Благодарение на тази църква, станала притегателно място за цялото Кюстендилско, село Извор се превърнало в средище на цялото Кюстендилско Краище и след Освобождението се говори за Изворска околия, та чак до 27 ноември 1889 г., когато седалището на околията било пренесено в Босилеград. По времето на социалистическия режим църквата претърпяла значителни повреди, като една част от външните стенописи са варосани, а най-ценните икони са ограбени. Необходими са сериозни усилия от страна и на сръбската и най-вече на българската държава за реконструкция на изворската църква, която е от най-ценните културно-исторически паметници на българите в Сърбия. Грозно е, че стенописът на в западния край на северната фасада е заличен с вар, а някои от българските икони от царския ред са откраднати през сръбското управление.
Интересна легенда все още се разказва от жителите на Босилеградско за начина, по който делегатите са се сдобили с разрешение за построяването на толкова голяма църква. Легендата е следната: Българските пратеници във Високата порта чакали дълго да бъдат приети от съответния служител. Когато внесли своето прошение и то било прието, от радост те обещали да дадат курбан един цял печен вол. Султанът се усмихнал и развеселен махнал с ръка и казал – „Добре, нека вашата църква да е голяма колкото кожата на тоя вол!“ Смутили се нашите хора, но един от тях помолил – „Може ли да запишете това във фермана?“ Записали го така, а изворчани, като се прибрали, опекли вол. Кожата му нарязали на тънка ремъчка (ивица). Когато султанските пратеници дошли да видят храма, били изненадани
неприятно от огромните размери на православния храм. Селяните обаче им демонстрирали, че църквата не излиза от пределите на волските ивици и турците нямало какво да направят.
Според спомените на местни жители, предадени от поколенията, за построяването на църквата местното население е поело ангажимент всяко семейство (къща) да подсигури по 4 кьошника (ъглови камъни), като ги транспортира от Земен. Тъй като не са имали железни шини за колелетата на волските каруци, транспортирането е ставало със сани (шейни). От Извор са тръгвали с двои (два броя) сани, та като се изтъркат едните, са претоварвали на другите. Според професор Йордан Захариев в църквата са вградени редица строителни елементи, донесени от други църкви в околността. Според други предания, за градежа на църквата са били нужни голямо количество камъни, сгодни за градеж. Подобно на практиката в Банско Тогавашният свещеник решил простичко въпроса. Обявил: всеки мирянин, който има работа в общината (нахията) или в църквата да достави поне два сгодни за зидане камъка. Получило се така, че майсторите не могли да надвият доставките-изоставали със зидането.
На 200 метра над църквата „Св. Троица“ има голям извор, чиято вода никога не намалява. Именно този извор е дал името на селото.
- Храм

### Пашовият хан и чаршията
В с. Извор източно от църквата са оцелели наколко от характерните двуетажни къщи дюкяни от прочутата Изворска чаршия, която преданията свързват и с идване на Левски тук. В миналото е имало и голям хан – Пашовият хан. В него по данни на изворчанина Ефтим Попов през 1890 г.са се срещнали двамата велики писатели – Иван Вазов от България и Бора Станкович от Сърбия.

## Редовни събития
В миналото в Извор традиционно се е провеждал търговски панаир, известен с пазара на колониални и манифактурни стоки, хранителни продукти и коне. Продължавал е три дни – от неделята на празника на Света Троица (Петдесетница). Йордан Захариев посочва събора, организиран на празника Свети Дух (непосредствено след Петдесетница), като един от най-известните в Краището.

## Личности
Родени в Извор
- Асен Стаменков – активист на организациите на бежанците от Западните покрайнини, кмет на Радомир преди 1944 г.
- Асен Христов Цветков (1903 – ) – учител, просветен инспектор в Кюстендил[17]
- Боян Стаменков Пашов (1900 – 1986) – учител, просветен инспектор в Кюстендил[17]
- Васил Драев (1876 – 1951), учител[17]
- Вера Трайкова – Попова (1912) – стоматолог
- Драган Христов Анастасов (25 ноември 1904 - ?), завършил в 1941 година право в Софийския университет[18]
- Кирил Венев Костадинов (1924) – военен, строител, о.з. полковник
- Костадин Христов (1864 – ?) – учител и свещеник[17]
- Крум Иванов Михайлов (1931) – професор, член на БАН.[17]
- Стаменко Д. Пашов – търговец и общественик, деец на Македоно-одринско дружество в Босилеград в края на XIX век.[19]